# Niederweningen
Niederweningen é uma comuna da Suíça, no Cantão Zurique, com cerca de 2.411 habitantes. Estende-se por uma área de 6,88 km², de densidade populacional de 350 hab/km². Confina com as seguintes comunas: Otelfingen, Schleinikon, Schneisingen (AG), Siglistorf (AG), Unterehrendingen (AG), Wettingen (AG).
A língua oficial nesta comuna é o Alemão.

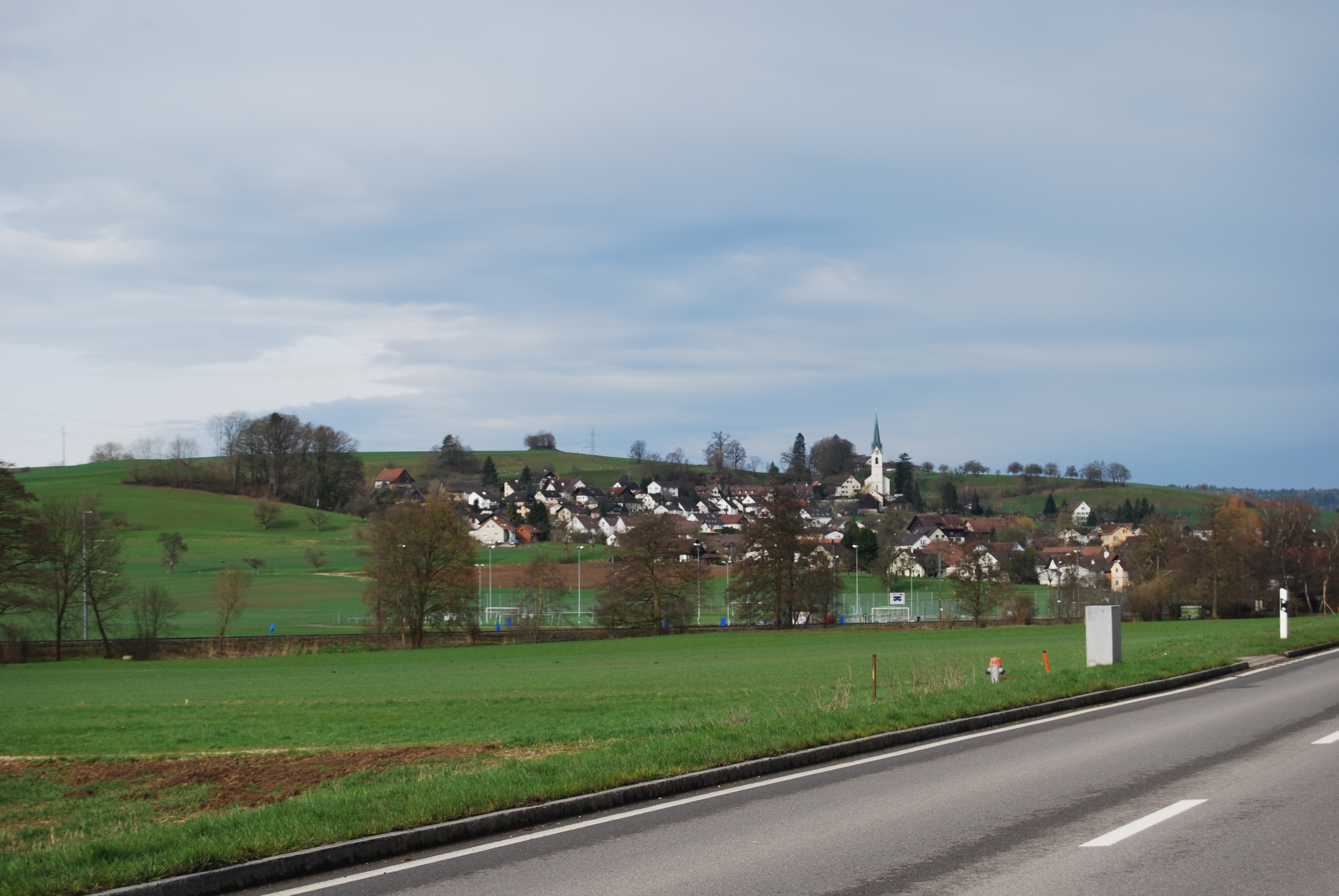
Niederweningen.